# هاوجود
 هاوجوّد (بلإنجليزية: HowGood) هي شركة أمريكية لتقييم الأغذية المُستدامة يقع مقرها في بروكلين،نيويورك ،هي تضم أكبر قاعدة بيانات في العالم لتصنيف الأغذية المُستدامة. كما قامت بتطوير، وتسويق، وتشغيل برنامج في متاجر البقالة المصممة لتوفير درجة استدامة للمنتجات الغذائية باستخدام ما يصل إلى 60 مؤشرًا خاصًا بالصناعة.
تأسست شركة هاوجوّد كشركة (Scryve) بواسطة (ألكسندر چيليت وآرثر چيليت) في عام 2007م. بدءً من عام 2014م تم الإعلان عن مدى جودة التقييمات المُقدمة من الشركة في مجال الغذاء المُستدام عن طريق تطبيق الهواتف الذكية الخاص بهم المتوفر لكلٍ من مُستخدمي أنظمة تشغيل (الآيفون والأندرويد). في السابع عشر من سبتمبر لنفس العام أغلقت الشركة تمويلاً يُقدر بمليوني دولار من المستثمرين المُشاركين بمن فيهم: (فيريست مارك كابيتال، شُركاء هاي لاين فينتشر، سيرياس تشاينج إل بي، جاك لودويك، وجوان ويلسون)